# Avellaneda (Córdova)
Avellaneda é uma comuna da província de Córdoba, na Argentina.